# Distribuzione normale inversa
In teoria delle probabilità la distribuzione normale inversa (o gaussiana inversa) è una distribuzione di probabilità continua dipendente da due parametri definita sui numeri reali positivi. È usata tra l'altro nel Modello lineare generalizzato.

## Definizione

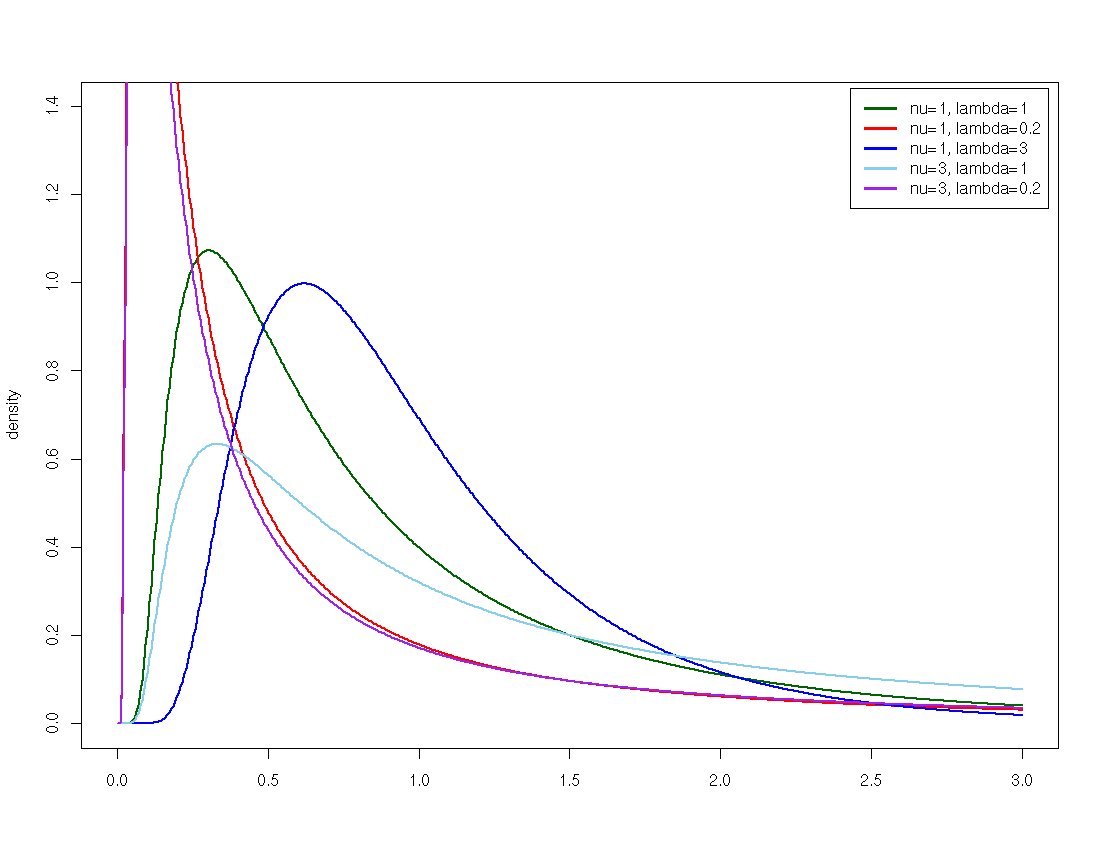
Le funzioni di densità di alcune distribuzioni normali inverse.

Una distribuzione normale inversa con parametri {\displaystyle \lambda >0} e {\displaystyle \mu >0} ha come funzione di densità di probabilità
{\displaystyle f(x)=\left({\frac {\lambda }{2\pi x^{3}}}\right)^{\frac {1}{2}}e^{\displaystyle -{\frac {\lambda (x-\mu )^{2}}{2\mu ^{2}x}}}}
per x > 0.

## Caratteristiche
Il valore atteso di una variabile casuale normale inversa X è
{\displaystyle \operatorname {E} (X)=\mu }.
La varianza è
{\displaystyle \operatorname {Var} (X)={\frac {\mu ^{3}}{\lambda }}}.
per cui la deviazione standard
{\displaystyle \sigma ={\sqrt {\frac {\mu ^{3}}{\lambda }}}}
e il coefficiente di variazione è
{\displaystyle \operatorname {VarK} (X)={\sqrt {\frac {\mu }{\lambda }}}}.
Il coefficiente di asimmetria viene indicato con
{\displaystyle \operatorname {v} (X)=3{\sqrt {\frac {\mu }{\lambda }}}}.
La funzione caratteristica è data da
{\displaystyle \phi _{X}(s)=e^{{\frac {\lambda }{\mu }}\left(1-{\sqrt {1-{\frac {2\mu ^{2}is}{\lambda }}}}\right)}}.
mentre la funzione generatrice dei momenti della v.c. normale inversa è
{\displaystyle m_{X}(s)=e^{{\frac {\lambda }{\mu }}\left(1-{\sqrt {1-{\frac {2\mu ^{2}s}{\lambda }}}}\right)}}.

## Teorema

### Somma di v.c. normali inverse identiche
Siano {\displaystyle X_{1},\dots ,X_{n}} tutte variabili casuali distribuite come una normale inversa con i parametri {\displaystyle \lambda } e {\displaystyle \mu }, allora la loro media  {\displaystyle {\frac {1}{n}}\sum \limits _{i=1}^{n}X_{i}} è nuovamente una v.c. normale inversa, ma con i parametri  {\displaystyle n\lambda } e {\displaystyle \mu }.